# Thingvalla
Die Thingvalla war ein Dampfschiff der nach ihr benannten Thingvalla-Linie. Sie wurde 1873 in Kopenhagen gebaut und 1880 als erstes ihrer Schiffe von der neugegründeten Reederei erworben, die sich nach diesem Schiff benannte. Das Schiff wurde im Passagierverkehr zwischen Kopenhagen und New York eingesetzt. Im Jahr 1888 kollidierte sie mit der zur selben Reederei gehörenden Geiser, die nach der Kollision unterging. Dabei kamen die meisten Passagiere und Besatzungsmitglieder der Geiser ums Leben. 1900 wurde die Thingvalla nach Norwegen verkauft, wo sie drei Jahre darauf nach Strandung abgewrackt wurde.

## Das Schiff
Die Thingvalla war ein Ein-Schrauben-Segeldampfer mit einem Schornstein und einer Hilfsbesegelung mit drei Masten. Diese waren nach unterschiedlichen Angaben bark-, barkentinen- oder schonergetakelt. Das Schiff vermaß mit 2.524 Brutto- und 1.630 Nettotonnen. Der Rumpf war aus Eisen mit einer Länge von 91,9 Metern Länge bei einer Breite von 11,4 Metern Breite und einem Tiefgang von 6,58 Metern. Die von der Bauwerft hergestellte Dampfmaschine war eine Zweizylinder-Verbunddampfmaschine mit 76,2 und 152,4 Zentimetern Bohrung sowie jeweils 91,44 Zentimetern Hub. Sie hatte einen Betriebsdruck von 60 psi und leistete dabei 225 PS. Damit erreichte das Schiff eine Geschwindigkeit von 10 Knoten. Für die Passagiere standen jeweils 50 Plätze der ersten und zweiten Klasse sowie 300 Plätze der dritten Klasse zur Verfügung.

## Geschichte
Die Thingvalla lief am 25. Oktober 1873 bei Burmeister & Wain vom Stapel und wurde am 20. Juni 1874 an die A/S Sejl- og Dampskibsselskabet af 1873 ausgeliefert. Sie wurde nach der historischen Thingstätte in Island benannt. Die Reederei setzte das Schiff im Ostasienverkehr ein. 1877 wurde sie für sieben Monate an die Compagnie Générale Transatlantique verchartert, die sie zwischen Le Havre und New York als Ersatz für die Amerique einsetzte. 1879 wurde sie an die neugegründete Thingvalla-Linie verkauft und lief am 25. Oktober von Kopenhagen nach New York mit Zwischenstopp in Newcastle aus. 1880 lief die Thingvalla Boston an, nachdem sie ihre Schraube verloren hatte. Die Passagiere reisten mit der Eisenbahn nach New York weiter. Auf der Strecke von Kopenhagen nach New York wurden Zwischenstopps in Christiana und Kristiansand eingelegt, wo norwegische Emigranten aufgenommen wurden. 1881 erreichte sie Kristiansand mit Lecks, nachdem sie in dichtem Schneetreiben Grundberührung gehabt hatte.
Am 14. August 1888 kollidierte die Thingvalla vor Sable Island bei Regen und Dunst mit dem Kompanieschiff Geiser, das daraufhin sank. Dabei kamen 105 Menschen ums Leben. Die Thingvalla setzte Rettungsboote aus und konnte 35 Überlebende retten, darunter den Kapitän der Geiser. Sie lief zwei Tage nach der Kollision mit schwer beschädigtem Bug in Halifax ein.
Die Thingvalla wurde nach dem Verkauf der Reederei an die DFDS weiterhin auf der Strecke über Kristiana und Kristiansand nach New York eingesetzt, bis sie im Jahr 1900 nach Norwegen verkauft wurde. Im September 1903 strandete sie im Torgfjord bei Brønnøysund. Das Wrack wurde verkauft und abgewrackt.